# Biermont

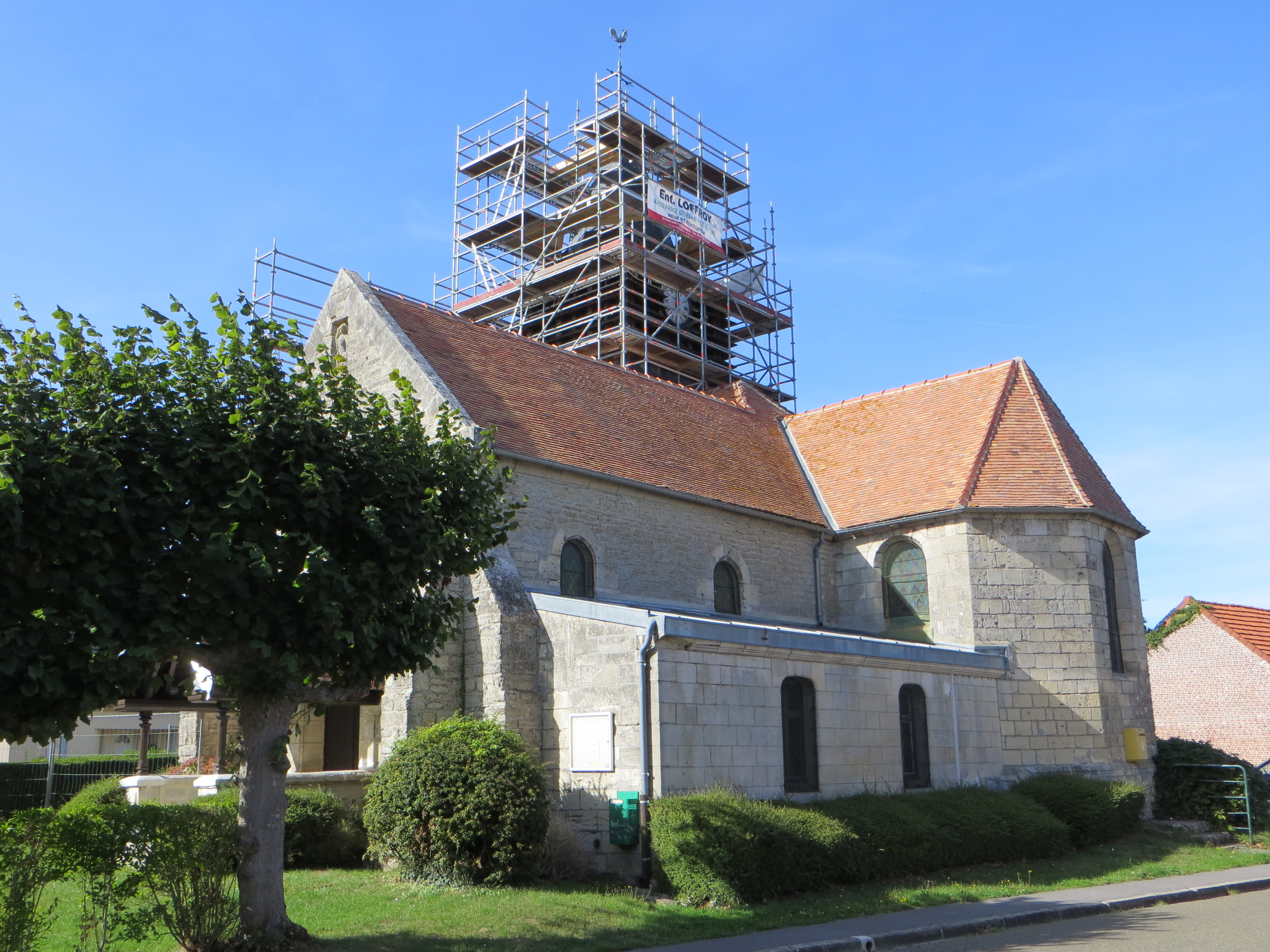
Die Kirche Saint Julien in Biermont

Biermont ist eine französische Gemeinde mit 172 Einwohnern (Stand: 1. Januar 2022) im Département Oise in der Region Hauts-de-France (vor 2016 Picardie). Sie gehört zum Arrondissement Compiègne und zum Kanton Estrées-Saint-Denis (bis 2015 Ressons-sur-Matz). Die Einwohner werden Biermontois genannt.

## Geographie
Biermont liegt etwa 22 Kilometer nordnordwestlich von Compiègne. Umgeben wird Biermont von den Nachbargemeinden Conchy-les-Pots im Norden und Nordwesten, Roye-sur-Matz im Norden und Nordosten, Laberlière im Osten, Ricquebourg im Süden und Südosten sowie Orvillers-Sorel im Westen und Südwesten.
Durch die Gemeinde führt die Autoroute A1. 

## Bevölkerungsentwicklung
| Jahr                      | 1962 | 1968 | 1975 | 1982 | 1990 | 1999 | 2006 | 2013 |
| Einwohner                 | 120  | 129  | 110  | 118  | 133  | 136  | 150  | 176  |
| Quelle: Cassini und INSEE |      |      |      |      |      |      |      |      |

## Sehenswürdigkeiten
- Kirche Saint-Julien